# Cynoglossum gansuense
Cynoglossum gansuense är en strävbladig växtart som beskrevs av Y. L. Liu. Cynoglossum gansuense ingår i släktet hundtungor, och familjen strävbladiga växter. Inga underarter finns listade i Catalogue of Life.